# سليستي كاربايو
سليستي كاربايو (21 سبتمبر 1956 ببيونس آيرس في الأرجنتين) هي عازفة قيثارة، منتجة موسيقية ومغنية روك، بلوز، تانغو، بوب، بانك أرجنتينية. اشتهرت خلال الثمانينات بفضل مدى صوتها الفريد حيث يبلغ 3.7 درجات أوكتاف.
خلال نهاية الثمانينات، أعلنت عن توجهها الجنسي المثلي، وكشفت عن علاقتها العاطفية مع المغنية ساندرا ميهانوفيتش. وعلى الرغم من أن اعترافها بذلك كان غريبا بالنسبة لعادات بلدها إلا أنه لم يشكل عائقا في مشوارها الفني.
اشتهرت سليستي بعدة أغاني خلال مسيرتها؛ مثل هل هي يهودية؟ (بالإسبانية: ¿Seré judía?)‏، كل يوم أكثر جنونا (بالإسبانية: Me vuelvo cada día más loca)‏، هذه هي الحياة (بالإسبانية: Es la vida que me alcanza)‏، لوزي الأخير  (بالإسبانية: Mi último blues)‏، امرأة ضد امرأة (بالإسبانية: Mujer contra mujer)‏ وأغنية مختلفة (بالإسبانية: Una canción diferente)‏.

## ديسكوغرافيا

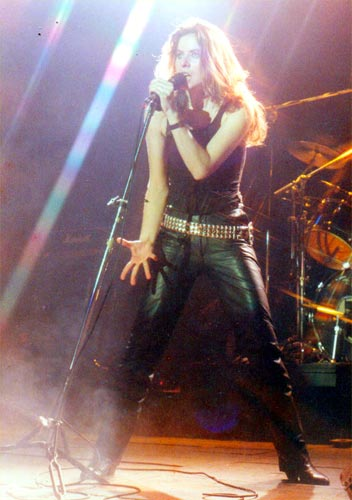
سليستي كاربايو في 1986.

| السنة | اسم الألبوم                                                                         | شركة الإنتاج          |
| ----- | ----------------------------------------------------------------------------------- | --------------------- |
| 1982  | كل يوم أكثر جنونا Me vuelvo cada día más loca                                       | إنترديسك بالإسبانية   |
| 1983  | الصوتي متجدد Mi voz renacerá                                                        | Interdisc             |
| 1984  | لماذا نحن نغني (مع خوان كارلوس باغليتو، نيترو ميستري وأوفيخا نيغرا) Porqué cantamos | إيمي                  |
| 1985  | سليستي والجيل Celeste y La Generación                                               | إنترديسك              |
| 1988  | نحن أكثر من مجرد ثنائي (مع ساندرا ميهانوفيتش) Somos mucho más que dos               | سوني بي إم جي         |
| 1990  | امرأة ضد امرأة (مع ساندرا ميهانوفيتش) Mujer contra mujer                            | سوني بي إم جي         |
| 1991  | سليستي في بيونس آيرس Celeste en Buenos Aires                                        | سوني بي إم جي         |
| 1993  | الشوكولاته الإنجليزية Chocolate inglés                                              | سوني بي إم جي         |
| 1995  | مباشرة من روكسي Live at the roxy                                                    | روكسي/موسيموندو       |
| 1998  | النهاية الثالثة Tercer infinito                                                     | دي بي إن              |
| 2001  | صوت سليستي Celesteacústica                                                          | توكا ديسكوس           |
| 2004  | سليستي أكوستيكادوس! Celesteacusticados!                                             | بيلو                  |
| 2008  | الغيرة Celos                                                                        | بي إم في              |
| 2011  | ستون امرأة Mujer de piedra                                                          | إيمي                  |
| 2016  | أحب اللوز كل يوم بجنون Se vuelve cada día más loca por amor al blues                | سوني للترفيه الموسيقي |